# Berufsverband der Yogalehrenden in Deutschland
Der Berufsverband der Yogalehrenden in Deutschland e.V., abgekürzt BDYoga, ist ein deutscher Berufsverband in der Rechtsform eines eingetragenen Vereins mit dem Zweck, die Interessen der Yogalehrerinnen und Yogalehrer in Deutschland zu vertreten. Der Geschäftssitz des Vereins ist Göttingen.

## Geschichte
Der Verein wurde am 1. Mai 1967 in Berlin von achtzehn Personen gegründet. Zudem war der Berliner Neurologe Wladimir Lindenberg als Gast anwesend. Zur ersten Vorsitzenden wählte die konstituierende Mitgliederversammlung den Yogalehrer Otto Albrecht Isbert aus Stuttgart. Die damals vereinbarten Vereinsziele waren für die Idee und Verwirklichung des Yoga im deutschen Arbeitsbereich einzutreten; das Arbeitsgebiet des Yoga in Forschung, Lehre und Praxis auszubauen; für fachgerechte Ausbildung, Überprüfung und Fortbildung von Yogalehrern Sorge zu tragen sowie die beruflichen Interessen der angeschlossenen Yogalehrenden zu vertreten. Die Mitgliederzahl beträgt 4.917 (Stand 26. März 2019). Der Verein ist Mitglied in der Europäische Yoga-Union e. V. (EYU), in der Bundesvereinigung Prävention und Gesundheitsförderung e. V. (BVPG), im Bundesverband Betriebliches Gesundheitsmanagement e. V. (BBGM), im Bundesverband Managed Care e. V. (BMC), im Forum Werteorientierung in der Weiterbildung e. V. (FWW) und im Dachverband der Weiterbildungsorganisationen e. V. (DVWO).

## Mitgliedschaft
Der Verband ist weltanschaulich neutral und offen für alle Stile und Traditionen des Yoga. Voraussetzung für die Mitgliedschaft ist die Absolvierung einer mindestens zweijährigen Yoga-Lehrausbildung mit mindestens 500 Unterrichtsstunden. Im Unterschied zum Berufsverband Unabhängiger Gesundheitswissenschaftlicher Yogalehrender e. V. ist das zusätzliche Innehaben eines Basisberufs in Form eines wissenschaftlichen Abschlusses oder einer qualifizierten Berufsausbildung aus einem biologischen, medizinischen oder pädagogischen Bereich keine Voraussetzung für eine Mitgliedschaft im BDYoga.
Neben dem BDYoga gibt es weitere Verbände, in denen Yogalehrer und Yogalehrerinnen organisiert sind.

## Kontroverse
Zum 1. Januar 2014 haben Krankenkassen eine Kooperationsgemeinschaft zur kassenartenübergreifenden Prüfung von Präventionsangeboten nach § 20 Abs. 4 Nr. 1 SGB V Sozialgesetzbuch (Deutschland) gegründet, die als Zentrale Prüfstelle Prävention auch das Angebot von Yogakursen zertifiziert. Nach den Regelungen des Leitfadens Prävention in der Fassung vom 10. Dezember 2014 ist neben der Yogalehrausbildung der Nachweis eines staatlich anerkannten Berufs- oder Studienabschlusses eine notwendige Voraussetzung für die Förderung von Yogakursen durch die Krankenkassen. Diese Voraussetzung eines Grundberufes lehnt der BDYoga ab. Außerdem kritisiert der Vorstand des BDYoga in seinem Tätigkeitsbericht für das Geschäftsjahr 2013/2014 den aus seiner Sicht zu hohen bürokratischen und datentechnischen Aufwand des neuen Prüfungsverfahrens. Nach Ansicht des BDYoga stelle der BDY-Abschluss eine hinreichende Qualifikation für die Zulassung als Anbieter von Präventionsmaßnahmen dar und der zusätzliche Nachweis eines Grundberufes sei deswegen nicht erforderlich. Entsprechend der im Präventionsgesetz vom 25. Juli 2015 enthaltenden Aufträge wurde der Leitfaden weiterentwickelt und 2018 neu formuliert. So wurden unter anderem die Anbieterqualifikationen in der verhaltensbezogenen Prävention neu geregelt. Ab 1. Oktober 2020 können Anbieter von Yogakursen eine Zertifizierung auch ausschließlich mit einer Yogalehrausbildung beantragen, wenn die Inhalte und Umfang der Yogalehrausbildung den im Leitfaden definierten Mindeststandards entspricht. Der Nachweis eines Grundberufes ist dann nicht mehr erforderlich. Hiermit setzt der GKV-Spitzenverband eine jahrelange Forderung des BDYoga um und erkennt die Yogalehrausbildung als eigenständige Ausbildung an.